# Mainau (Schiff, 1973)
Das Motorschiff Mainau ist ein Passagierschiff, das von 1973 bis 2006 auf dem Bodensee eingesetzt wurde.
Das 1973 in der Lux-Werft mit der Baunummer 51 gebaute Schiff wurde zunächst von Xaver Unser aus Meersburg auf der Strecke zwischen Meersburg und der Insel Mainau eingesetzt. Im Jahr 1980 übernahm die Deutsche Bundesbahn das Schiff, um es als Ersatz für die Sperber im Linienverkehr auf der gleichen Strecke einzusetzen. 1989 wurde die Mainau nach Lindau verlegt und dort für Rundfahrten in der Bregenzer Bucht genutzt. Ab 1994 war die Mainau im Besitz der Bodensee-Schiffsbetriebe GmbH (BSB), die das Schiff im Winter 2005/2006 an die Reederei Vanyolai Hajózázi Kft. im ungarischen Balatonfüred verkaufte. Dort befährt es als Klára den Plattensee. Ersetzt wurde die Mainau im vorherigen Hafen Lindau durch die Großherzog Ludwig.